# Stanisław Fryze
Stanisław Fryze (ur. 1 grudnia 1885 w Krakowie, zm. 3 marca 1964 w Gliwicach) – polski naukowiec, inżynier elektryk, współtwórca podstaw elektrotechniki teoretycznej, profesor Politechniki Lwowskiej i Politechniki Śląskiej.

## Życiorys
Stanisław Fryze był drugim z trzech synów Stanisława i Marii Pini. W 1905 uzyskał dyplom ukończenia Wyższej Szkoły Przemysłowej w Krakowie. Następnie rozpoczął pracę w krakowskich zakładach Siemens-Schuckert. W latach 1906–1907 odbył służbę wojskową w Puli, po czym powrócił do pracy w zakładach Siemensa, jako elektromonter we Lwowie, a w latach 1912–1913 w centrali w Wiedniu. Ponieważ w 1913 r. rozpoczął studia na Kursie Elektrotechnicznym Lwowskiej Szkoły Politechnicznej, zrezygnował z pracy w koncernie, zostając nauczycielem w Państwowej Szkole Przemysłowej we Lwowie. Po wybuchu I wojny światowej został powołany do Kaiserliche und Königliche Kriegsmarine, jako marynarz służył między innymi na pancernikach „Tegetthoff” i „Árpád”. Urlopowany w kwietniu 1917, zaliczył w ciągu dwóch następnych miesięcy program studiów, uzyskując dyplom ukończenia Oddziału Elektrotechnicznego Wydziału Budowy Maszyn Politechniki Lwowskiej. W tym czasie ożenił się również z Anną Krypiakiewicz.
Po zakończeniu działań wojennych powrócił do Lwowa. Podczas wojny polsko-bolszewickiej był podporucznikiem, komendantem warsztatów samochodowych Dowództwa Okręgu Generalnego Lwów. W 1921 roku ponownie został nauczycielem Państwowej Szkoły Przemysłowej. 12 stycznia 1924 roku uzyskał stopień doktora nauk technicznych, w październiku następnego roku został profesorem nadzwyczajnym Katedry Elektrotechniki Ogólnej Politechniki Lwowskiej, zastępując zmarłego profesora Romana Dzieślewskiego. Dekretem Prezydenta RP Ignacego Mościckiego z 27 października 1934 roku mianowany został profesorem zwyczajnym. Po zajęciu miasta przez Armię Czerwoną we wrześniu 1939 pozostał na stanowisku, podobnie było po wkroczeniu wojsk niemieckich w 1941 i ponownie radzieckich w 1944. W latach 1943–1945 pełnił także funkcje dziekana Wydziału Elektrycznego. Został aresztowany przez bolszewików w styczniu 1945 roku i do jesieni pracował przymusowo w kopalniach węgla Donieckiego Zagłębia Węglowego.
W czerwcu 1946 został wysiedlony ze Lwowa przez bolszewików i przyjechał do Gliwic. Został profesorem Politechniki Śląskiej i kierownikiem Katedry Podstaw Elektrotechniki. Do 1948 r. był również dziekanem Wydziału Elektrycznego. W czerwcu 1952 został członkiem tytularnym, zaś w 1957 rzeczywistym Polskiej Akademii Nauk. W 1955 został członkiem honorowym Polskiego Towarzystwa Fizycznego. Godność członka honorowego nadało mu również Polskie Towarzystwo Elektrotechniki Teoretycznej i Stosowanej. Na emeryturę przeszedł w 1960 roku. Zmarł 3 marca 1964 roku i został pochowany na Cmentarzu Lipowym w Gliwicach. Rok później w budynku Wydziału Elektrycznego została odsłonięta tablica pamiątkowa poświęcona pamięci profesora inżyniera, zaś w 1971 r. jego imię nadano Zasadniczej Szkole Elektrycznej w Szczecinie. W 1989 r. otrzymał pośmiertnie tytuł członka honorowego Stowarzyszenia Elektryków Polskich. Od 2016 r. Jego imię nosi rondo w Gliwicach.
Przez całe życie zajmował się głównie zagadnieniami elektrotechniki ogólnej i teoretycznej. W 1932 r. na Międzynarodowym Kongresie Elektrycznym w Paryżu przedstawił oryginalną pracę na temat „mocy rzeczywistej, urojonej i pozornej w obwodach elektrycznych o przebiegach odkształconych napięcia i prądu”. Jego wykłady akademickie - często urozmaicane pokazami i doświadczeniami - cieszyły się wielkim powodzeniem nie tylko wśród słuchaczy Wydz. Elektrycznego. Pod koniec kariery naukowej zajmował się ogólną teorią dymensji, o której pisał m.in. w artykule o racjonalizacji fizykalnych równań elektromagnetycznych i układów dymensyjnych. Był autorem wielu prac naukowych i podręczników akademickich z elektrotechniki. Jego dorobek został pośmiertnie uhonorowany wydaniem pod egidą Polskiej Akademii Nauk księgi pamiątkowej pt. Stanisław Fryze: wybrane zagadnienia teoretycznych podstaw elektrotechniki (1966).

## Odznaczenia
- Krzyż Komandorski Orderu Odrodzenia Polski (1957)
- Krzyż Kawalerski Orderu Odrodzenia Polski (1954)[3]
- Medal 10-lecia Polski Ludowej (1955)[4]